# Kobresia inflata
Kobresia inflata är en halvgräsart som beskrevs av Pei Chun Qiong Li. Kobresia inflata ingår i släktet sävstarrar, och familjen halvgräs.
Artens utbredningsområde är Tibet. Inga underarter finns listade i Catalogue of Life.